# Palazzo di Ardashir
Il Palazzo di Ardashir o Palazzo di Ardashir Pāpakan (in persiano دژ اردشير پاپکان‎ Dezh-e Ardashir Pāpakān), conosciuto anche come Atash-kadeh آتشکده, è un castello situato sulle pendici della montagna su cui si trova Dezh Dokhtar. Costruito nel 224 d.C. dal re Ardashir I dell'Impero sassanide, si trova a due chilometri a nord dell'antica città di Gor, cioè la città vecchia di Firuzabad nella Provincia di Fars, in Iran.

## Descrizione

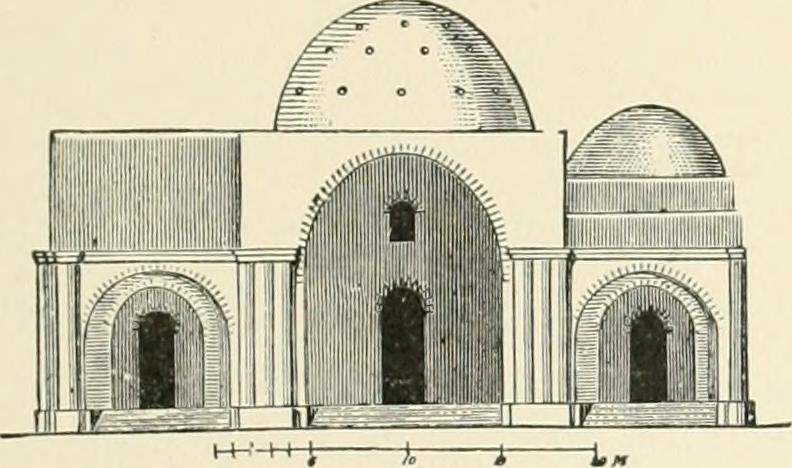
Prospetto esterno, Palazzo di Ardashir, 1905

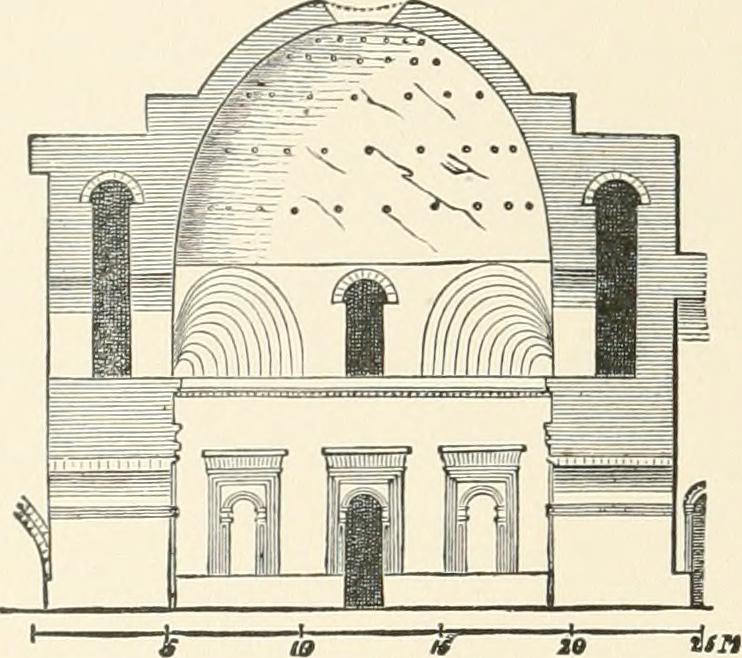
Prospetto interno, Palazzo di Ardashir, 1905

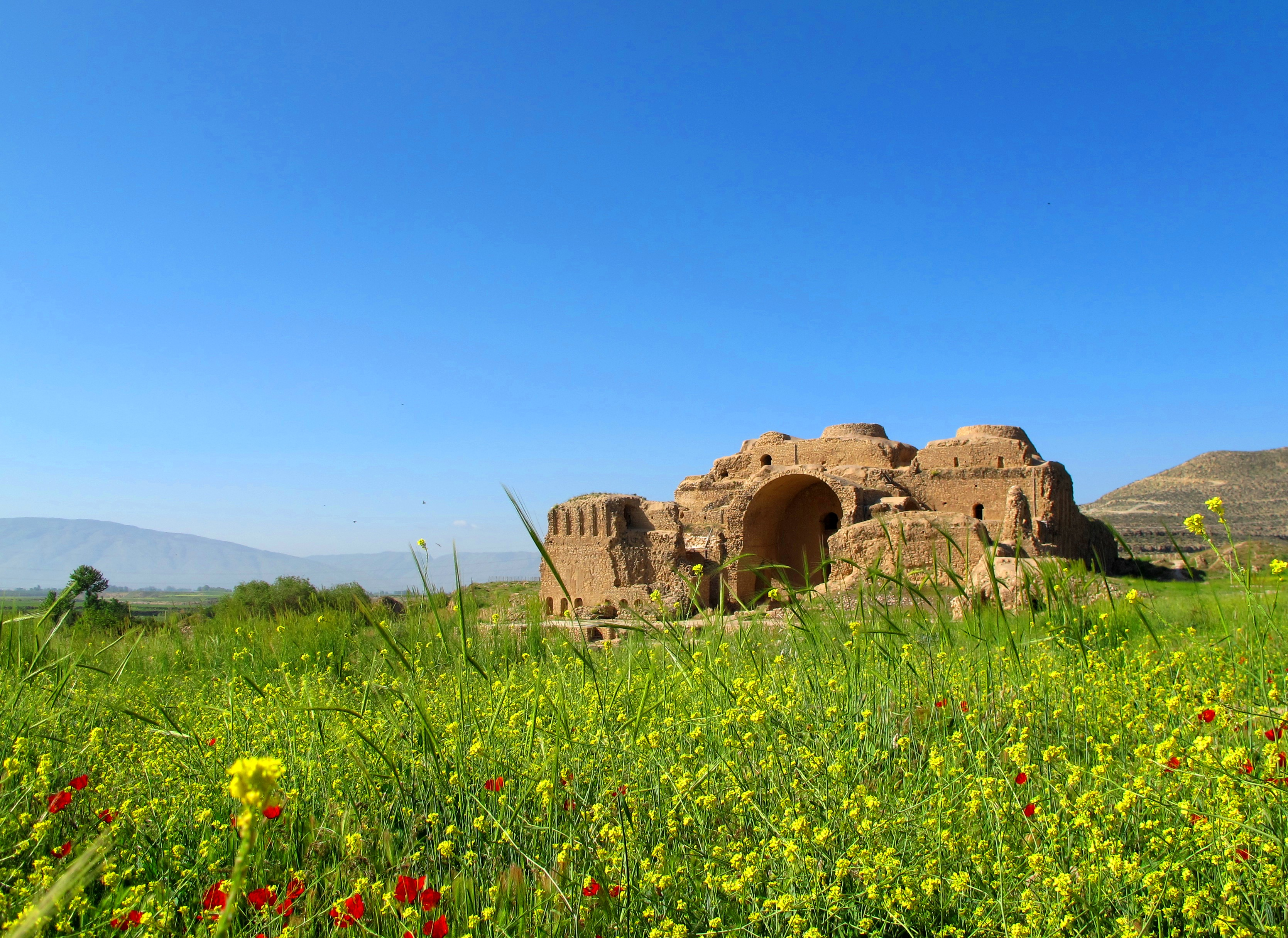

La struttura contiene tre cupole, tra le altre caratteristiche, che la rendono leggermente più grande e più magnifica del suo predecessore, il vicino castello di Dezh Dokhtar. Tuttavia, sembra che il complesso sia stato progettato per mostrare l'immagine della regalità di Ardashir I, piuttosto che essere una struttura fortificata a fini difensivi. Questo è il motivo per cui forse sarebbe meglio riferirsi alla struttura come a un "palazzo" piuttosto che a un "castello", anche se ha muri enormi sui perimetri (due volte più spessi di Ghal'eh Dokhtar), ed è una struttura contenuta . Dal progetto architettonico, sembra che il palazzo fosse più un luogo di aggregazione sociale in cui gli ospiti sarebbero stati introdotti al trono imperiale.
Ciò che è particolarmente interessante di questo palazzo è che il suo stile architettonico non rientra esattamente in quello dei Parti o nella categoria sasanide; lo stile è un unicum in particolare per gli architetti del Fars.
Il palazzo fu costruito accanto a un pittoresco stagno che era alimentato da una sorgente naturale, forse in connessione con la dea persiana dell'acqua e della crescita, Anahita. Si pensa che una fonte abbia alimentato un giardino reale, nello stesso modo in cui Ciro fece costruire il suo giardino (il "busan") a Pasargade. Il laghetto era piastrellato ai lati, circondato dal marciapiede per gli ospiti della corte reale per godersi le serate.
La struttura misura 104 m per 55 m. L'iwan è alto 18 metri, sebbene sia parzialmente collassato. La struttura è stata costruita con pietre locali e malta con intonaci interni. Lo stile degli interni è paragonabile a quello del palazzo di Tachara a Persepoli.

## In epoca moderna
Jane Dieulafoy visitò il sito con suo marito, Marcel-Auguste Dieulafoy, e ne lasciò una descrizione in La Perse, la Chaldée et la Susiane.
Robert Byron fu lì nel febbraio del 1934, e scrisse lungamente della visita nella La via per l'Oxiana. Byron considerava il palazzo come il prototipo del pennacchio. A suo avviso, edifici come la Basilica di San Pietro e il Taj Mahal non sarebbero esistiti senza il pennacchio.
(Robert Byron, La via per l'Oxiana)
L'Iran ha inserito nella tentative list il Palazzo di Ardashir e altri siti intorno a Firuzabad come candidato del patrimonio mondiale dell'UNESCO dal 1997.

## Galleria d'immagini

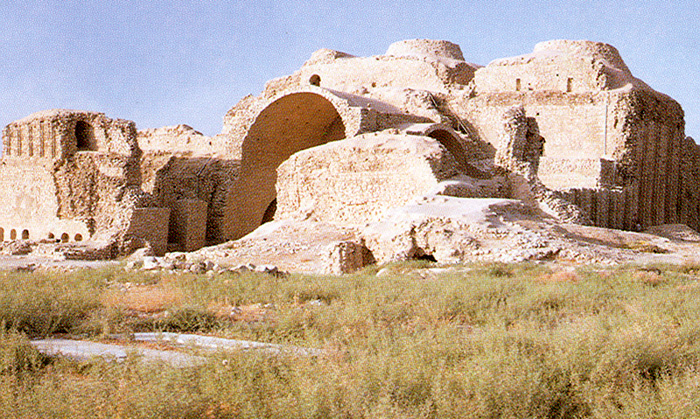
Veduta da nord
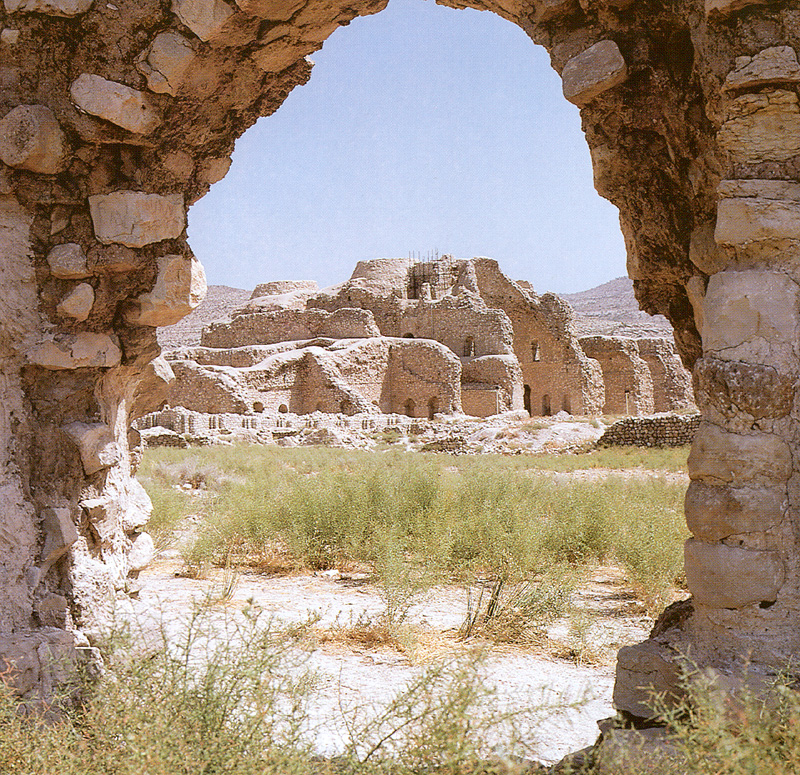
Veduta da sud
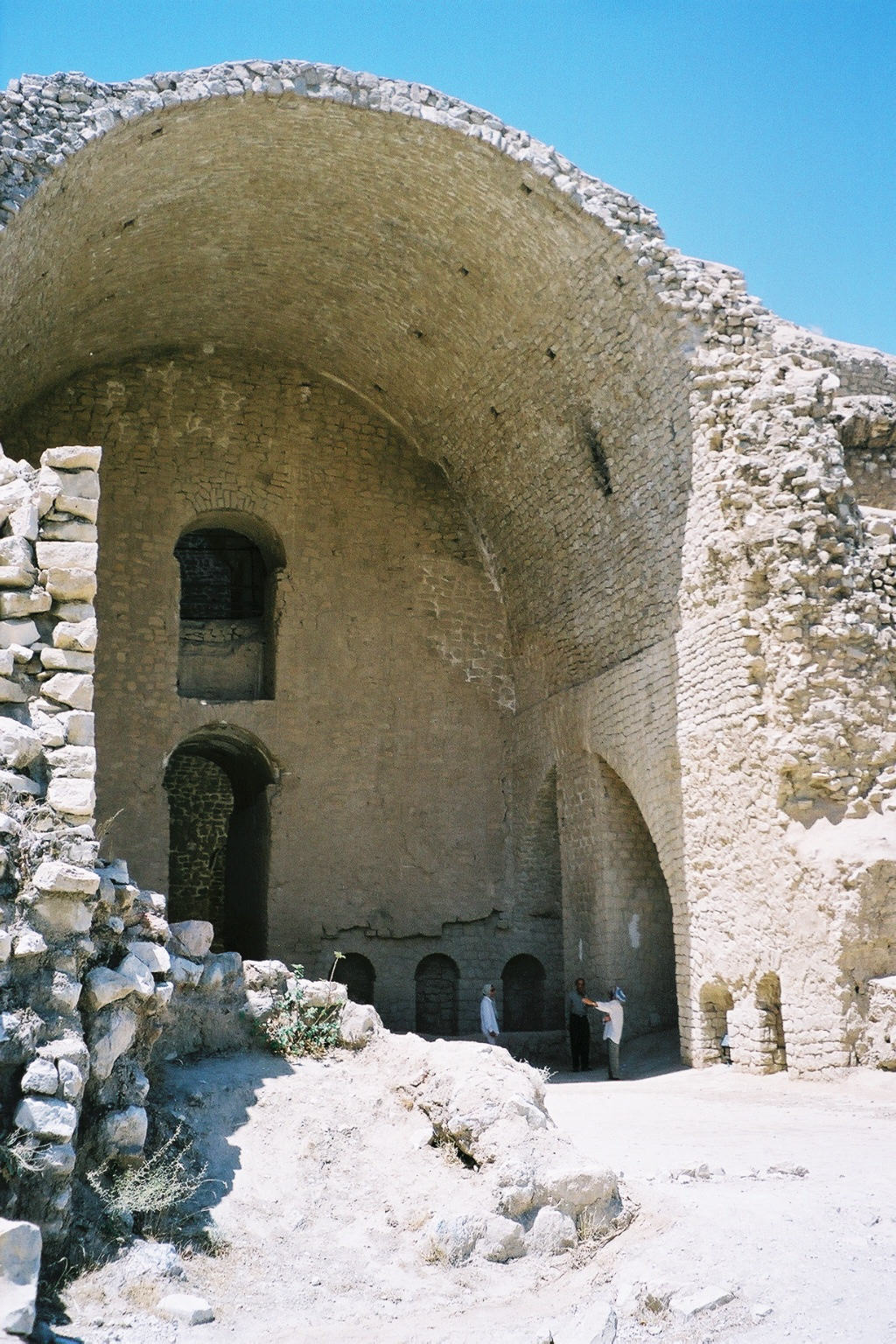
Iwan
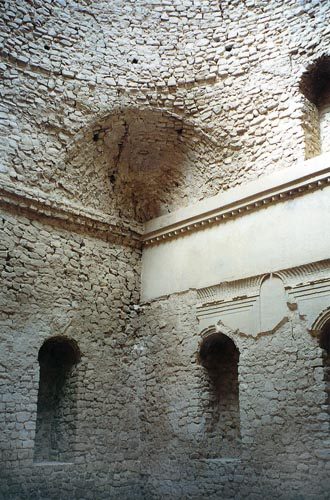
Un pennacchio del palazzo
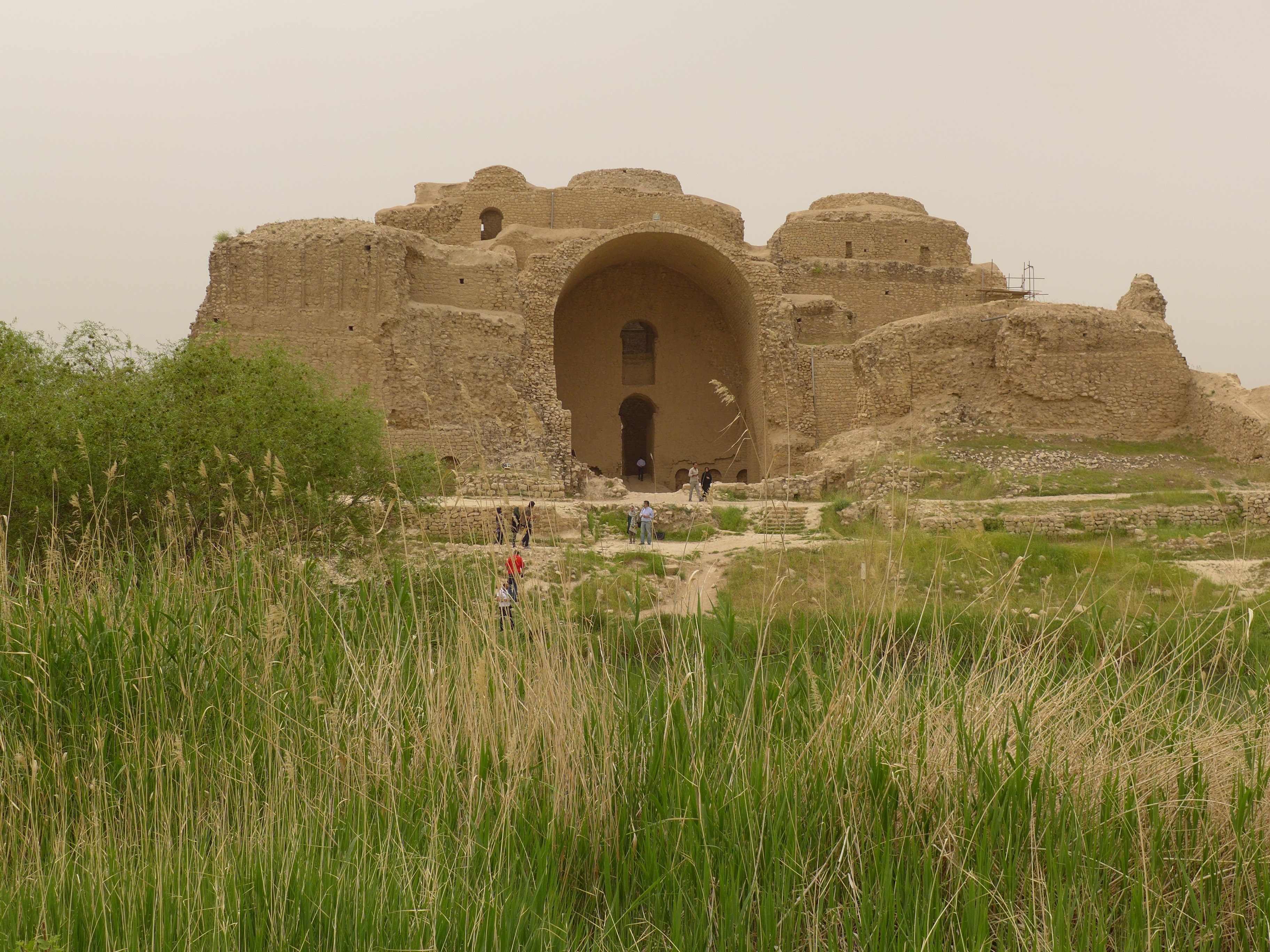
Veduta da est
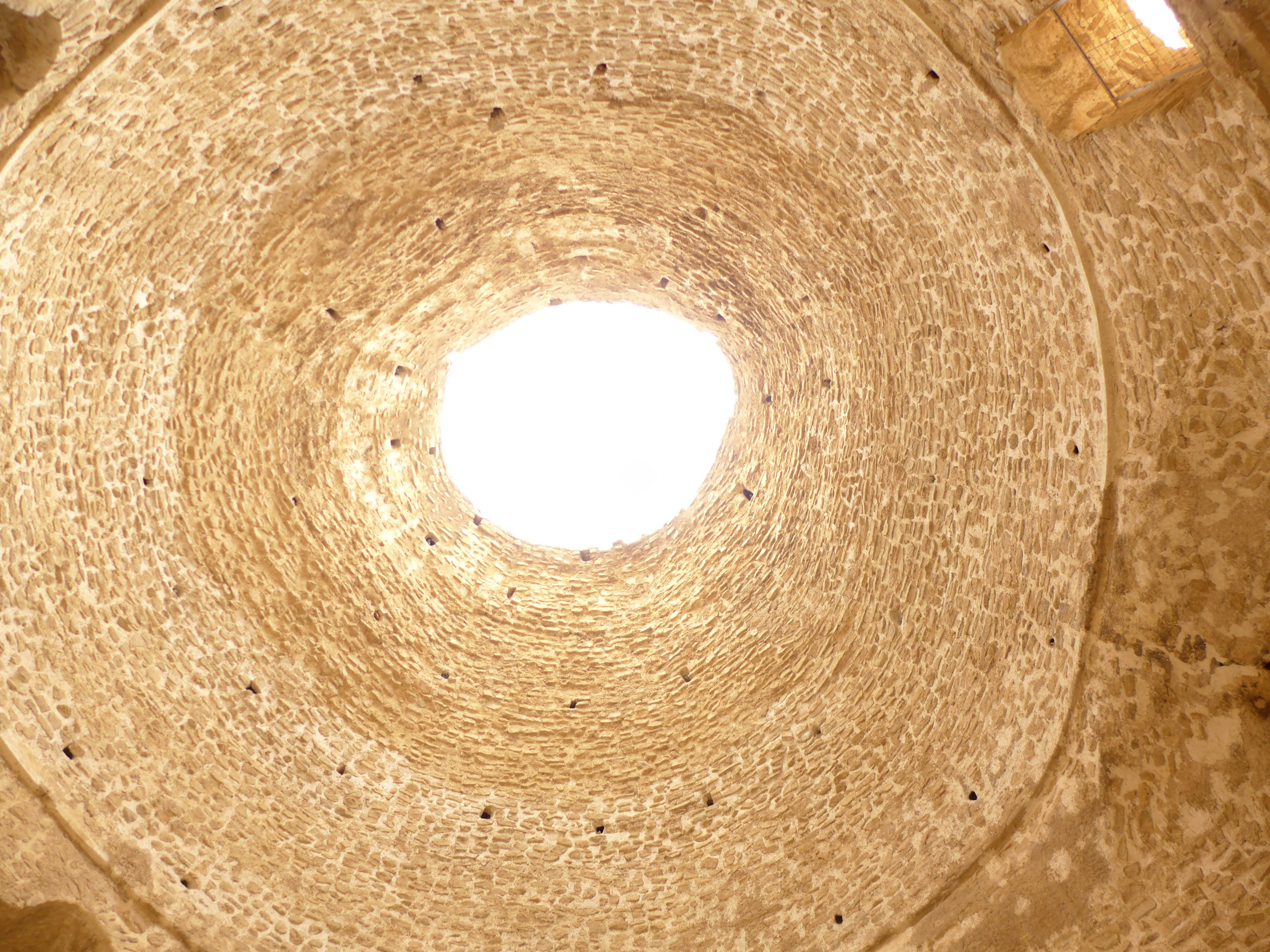
Vela
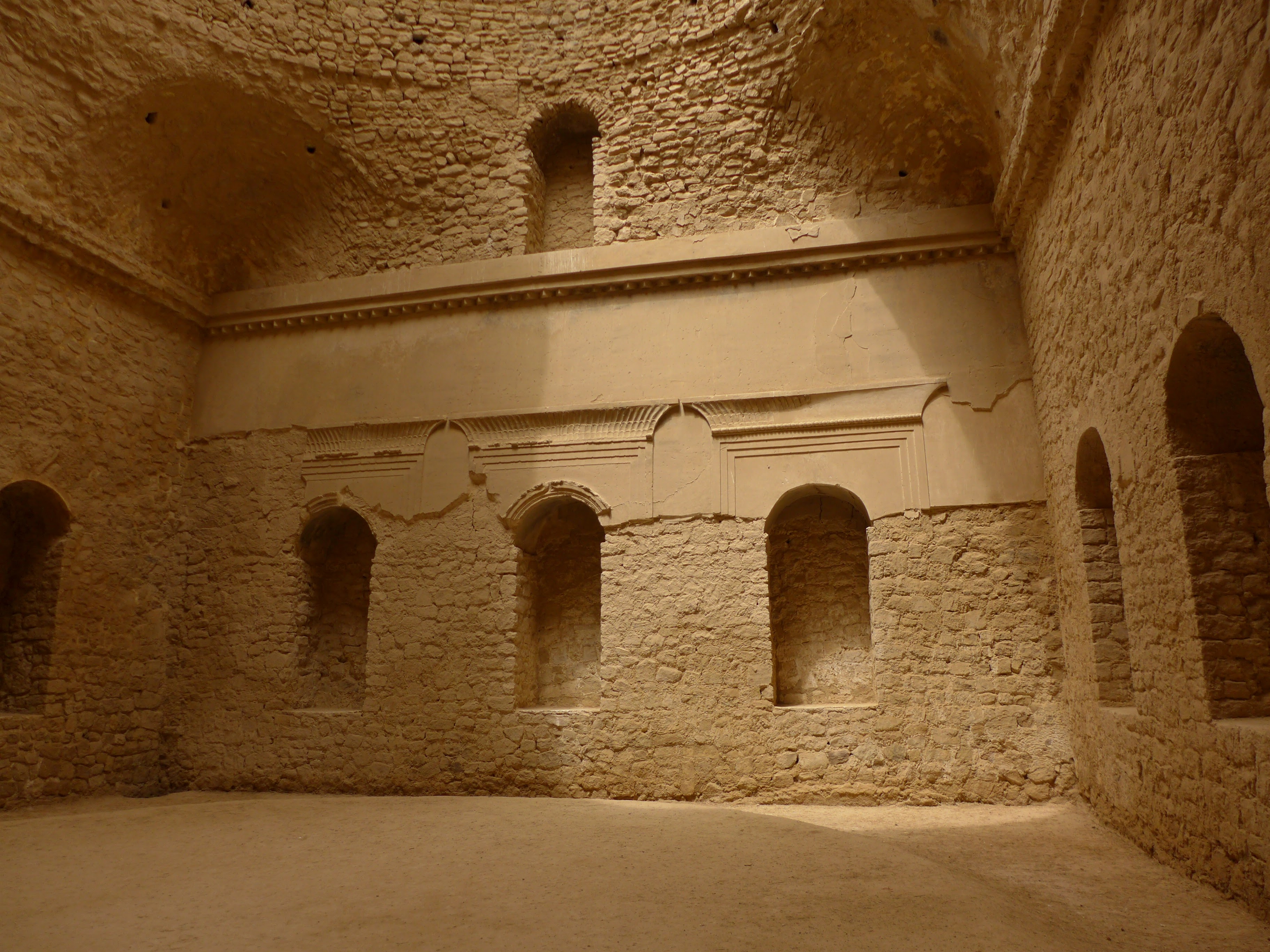
Interno della sala principale
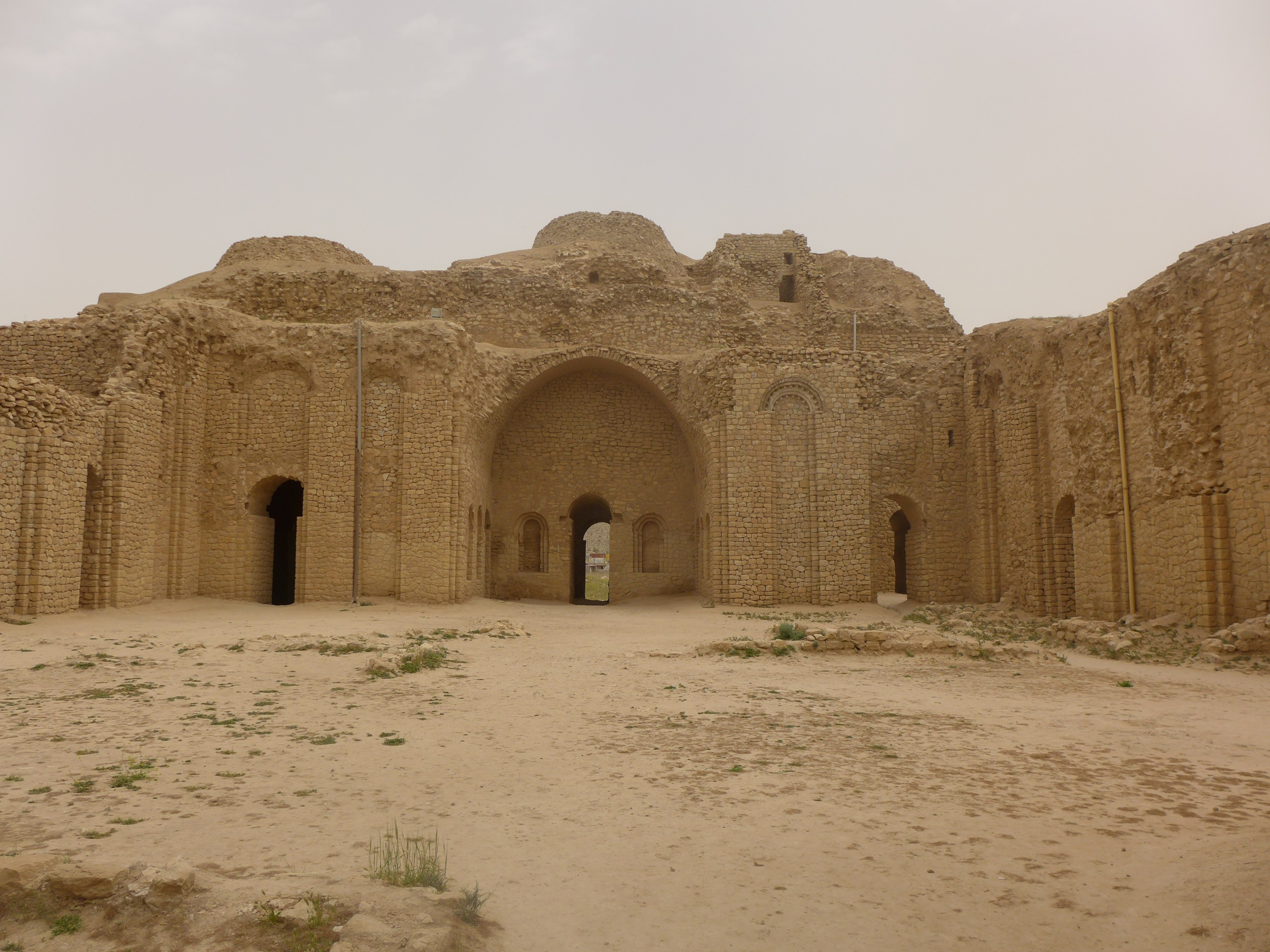
Corte principale
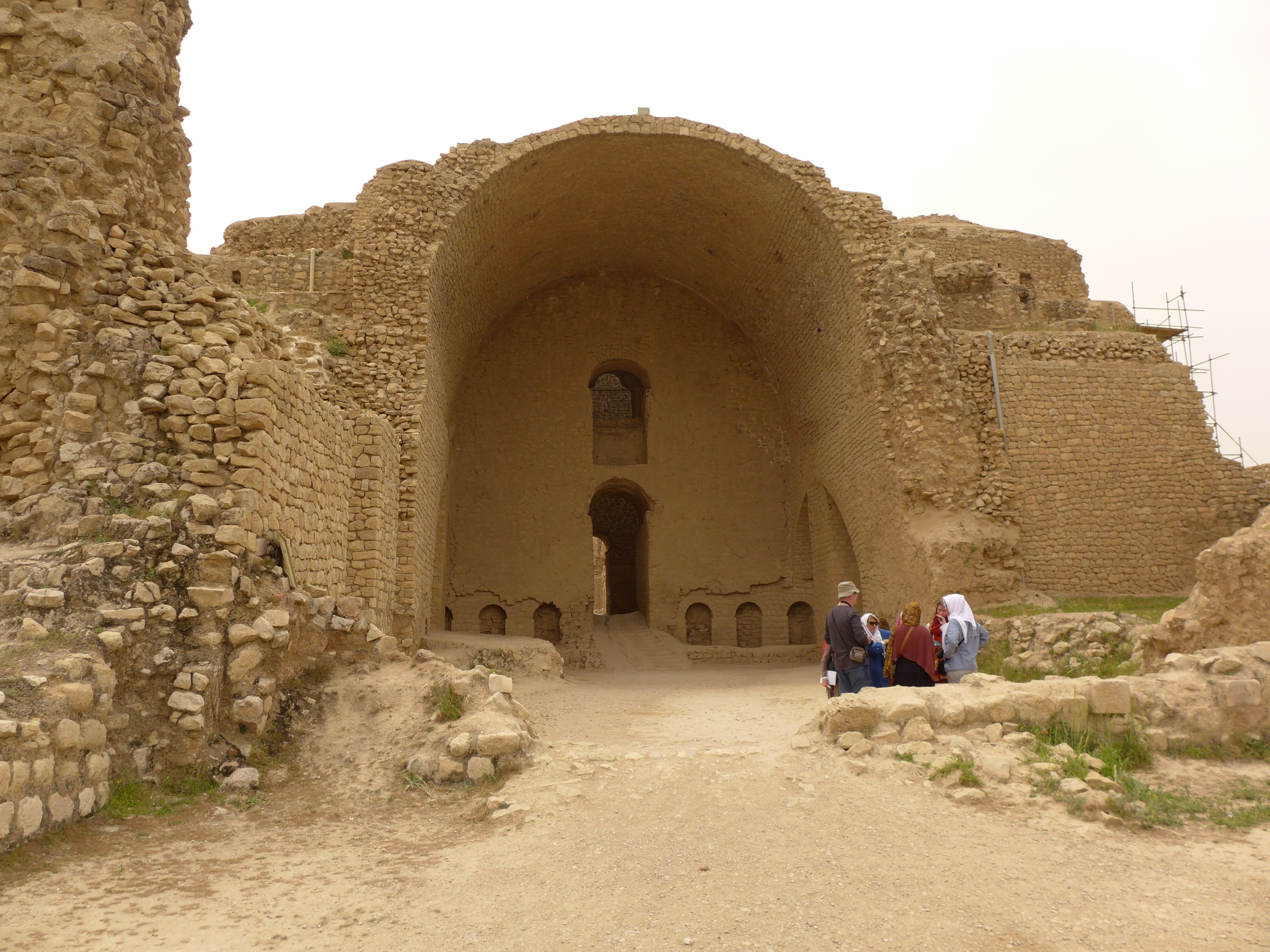
iwan
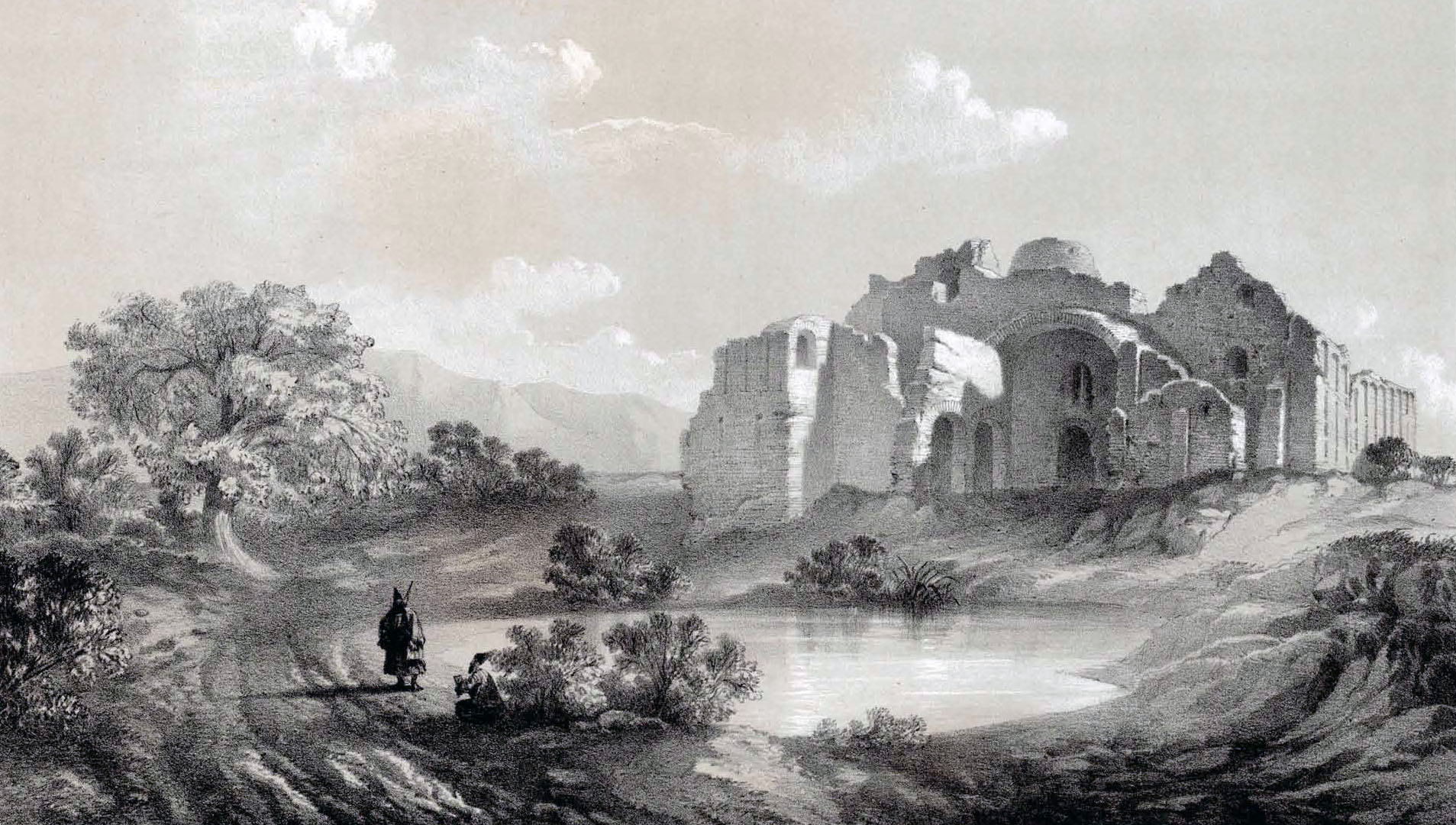
Palace of Ardashir di Eugène Flandin
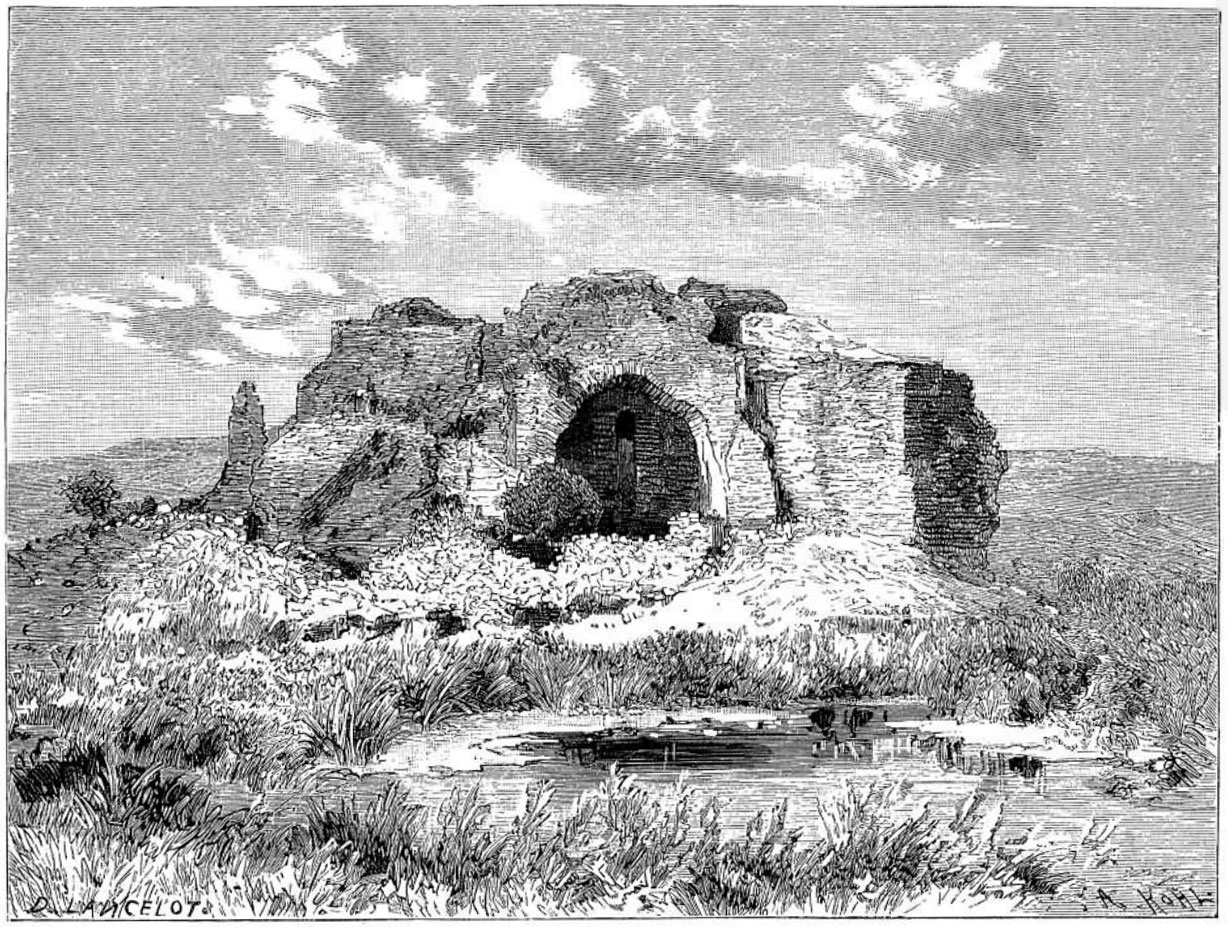
Veduta del palazzo da La Perse, la Chaldée et la Susiane, 1887